# Hercule et les Amazones
 (mars 2025).
Si vous disposez d'ouvrages ou d'articles de référence ou si vous connaissez des sites web de qualité traitant du thème abordé ici, merci de compléter l'article en donnant les références utiles à sa vérifiabilité et en les liant à la section « Notes et références ».
Série Hercule
Hercule et le Royaume oublié
(1994)
Pour plus de détails, voir Fiche technique et Distribution.
Hercule et les Amazones (Hercules and the Amazon Women) est un téléfilm américain réalisé par Bill L. Norton.

## Synopsis
Iolas, le fidèle ami d'Hercule, est sur le point de se marier. Alors que les préparatifs du mariage battent leur plein, Hercule et Iolas sont interpellés par le messager de Gargarencia, une ville lointaine attaquée par des monstres.

## Fiche technique
- Titre original : Hercules and the Amazon Women
- Réalisation : Bill L. Norton
- Scénario : Andrew Dettmann, Jule Selbo et Daniel Truly, d'après la Bibliothèque de Pseudo-Apollodore
- Durée : 84 minutes
- Pays :  États-Unis,  Nouvelle-Zélande
- Date de sortie[1] :
  -  États-Unis : 25 avril 1994
  -  France : 2 septembre 1995 sur TF1

## Distribution
- Kevin Sorbo (VF : Jérôme Keen) : Hercule
- Michael Hurst (VF : Jean-Philippe Puymartin) : Iolas
- Anthony Quinn (VF : Henry Djanik) : Zeus
- Jill Sayre : Ania
- Jenny Ludlam (VF : Evelyn Séléna) : Alcmène
- Kim Michalis : Alcmène jeune (caméo)
- Lloyd Scott : Pithus
- David Taylor : Franco
- Christopher Brougham : Lethan
- Mick Rose : Hector
- Roma Downey : Hippolyte
- Margaret Mary-Hollins : Megara
- Fiona Mclean : Ilia
- Nina Sosanya : Chilla
- Lucy Lawless : Lysia
- Rose McIver : La petite fille

 Source et légende : version française (VF) sur RS Doublage